# Joël Beaujouan
Pour les articles homonymes, voir Beaujouan.
Joël Beaujouan est un footballeur et entraîneur français, né le 11 octobre 1948 à Besançon.

## Biographie
Il est gardien de but, débutant à Besançon puis à Valenciennes, avant de réaliser l'essentiel de sa carrière à Amiens. 
Il devient ensuite technicien du football : il entraîne d'abord les joueurs amiénois, avant de rejoindre l’encadrement technique du Havre AC : de 1988 à 2000, il est entraîneur adjoint et responsable du centre de formation. Il dirige aussi les joueurs de l'équipe première à deux reprises.
Le 13 novembre 2012, il rejoint à nouveau l’encadrement technique du Havre AC.

## Palmarès
- Champion de France D2 en 1972 avec l'US Valenciennes-Anzin